# لوبايه
لوبايه (بالفرنسية: Lobaye)‏ هي محافظة تقع في جمهورية أفريقيا الوسطى. يقدر عدد سكانها بـ 246,875 نسمة ومساحتها 19,235 كم2 .